# Термічна сажа
Термічна сажа (англ. thermal black) — спеціальний тип вугільної сажі, отриманий піролізом газових вуглеводнів у нагрітій камері за відсутності повітря. Складається з відносно великих (100—200 нм у діаметрі) окремих сферичних частинок та агрегатів з невеликого числа псевдосферичних частинок.
Термічні сажі отримують у спеціальних реакторах при термічному розкладанні природного газу без доступу повітря. Термічна сажа входить у категорію частинок, небезпечних для легень, оскільки частинки до п'яти мікрометрів у діаметрі не відфільтровуються у верхніх дихальних шляхах. Дим від дизельних двигунів, що складається в основному із сажі, вважається особливо небезпечним через те, що його частинки призводять до раку.